# Covelães
Covelães é uma povoação portuguesa do Município de Montalegre que foi sede da extinta Freguesia de Covelães, freguesia que tinha 18,44 km² de área e 135 habitantes (2011), e, por isso, uma densidade populacional de 7,3 hab/km².
A Freguesia de Covelães foi extinta (agregada) pela reorganização administrativa de 2012/2013, tendo o seu território sido agregado ao da Freguesia de Sezelhe para criar a União de Freguesias de Sezelhe e Covelães.

## População
| Número de habitantes | Número de habitantes | Número de habitantes | Número de habitantes | Número de habitantes | Número de habitantes | Número de habitantes | Número de habitantes | Número de habitantes | Número de habitantes | Número de habitantes | Número de habitantes | Número de habitantes | Número de habitantes | Número de habitantes |
| -------------------- | -------------------- | -------------------- | -------------------- | -------------------- | -------------------- | -------------------- | -------------------- | -------------------- | -------------------- | -------------------- | -------------------- | -------------------- | -------------------- | -------------------- |
| 1864                 | 1878                 | 1890                 | 1900                 | 1911                 | 1920                 | 1930                 | 1940                 | 1950                 | 1960                 | 1970                 | 1981                 | 1991                 | 2001                 | 2011                 |
| 441                  | 502                  | 425                  | 454                  | 440                  | 451                  | 430                  | 442                  | 647                  | 449                  | 366                  | 327                  | 246                  | 186                  | 135                  |

(Obs.: Número de habitantes "residentes", ou seja, que tinham a residência oficial neste concelho à data em que os censos  se realizaram.)

## Património
- Igreja Matriz de Covelães.